# Jirón Moquegua
El Jirón Moquegua es una calle del centro histórico de Lima, capital del Perú. Continuando el trazo del jirón Puno, esta vía se extiende desde el jirón de la Unión hacia el oeste a lo largo de nueve cuadras.

## Historia
La vía que hoy constituye el Jirón Moquegua fue tendida por el conquistador Francisco Pizarro cuando fundó la ciudad de Lima el 18 de enero de 1535. Aunque no fue sino hasta el siglo XIX que le fue dado el nombre que ostenta. En su inicio solo contaba con siete cuadras. En 1862, al adoptarse la nueva nomenclatura urbana, la vía fue bautizada como jirón Moquegua en honor al Departamento de Moquegua. Esta recta formaba el camino colonial a El Callao y en su desembocadura se encontraba uno de los arcos de las Murallas de Lima, la Portada del Callao construida en 1797.

## Nombres antiguos de las cuadras del Jirón Moquegua
Desde la fundación de Lima y hasta el año 1862, las calles en Lima tenían un nombre por cada cuadra. Así, una misma vía era, en realidad, varias calles. Es por ello que, antes de que la vía fuera llamada Jirón Moqugua, cada una de sus 7 cuadras tenía un nombre distinto.
- Cuadra 1: llamada Jesús María por el Monasterio de Jesús, José y María (abreviado como Jesús María) que existió ahí a mediados del siglo XVII.
- Cuadra 2: llamada Mogollón por don Antonio Mogollón de Ribera que fuera regidor del Cabildo en el siglo XVIII.
- Cuadra 3: llamada Mariquitas por la tradición que señala que en el siglo XVIII vivían en esa calle cinco mujeres llamadas "Mariquita".
- Cuadra 4: llamada Quemado, se desconoce el origen de ese nombre.
- Cuadra 5: llamada León de Andrade por ubicarse en ella durante el siglo XVIII la casa de don José de León y Andrade.
- Cuadra 6: llamada Animitas por un establecimiento donde se recogía limosna para las "almas del purgatorio". Esta calle fue abierta hacia principios del siglo XVII.
- Cuadra 7: llamada Callao ya que, al ser la última, en ella se iniciaba el camino al puerto del Callao. En 1797, el Virrey Ambrosio O'Higgins dispuso la construcción de la Portada del Callao, formando una alameda. Esta alameda fue luego llamada Malambito (nombre que aún persiste) porque era más pequeña que la alameda de Malambo que existía en el norteño barrio de San Lázaro (Actual distrito del Rímac).

## Recorrido
El jirón inicia su recorrido desde el Jirón de la Unión. En su cuarta cuadra se ubica la antigua Carpa del Centro de Convenciones del Hotel Crillón. El jirón, en sus primeras cuadras, tiene un carácter exclusivamente comercial destacando la presencia de restaurantes. Luego de su cruce con la Avenida Tacna el jirón adquiere un carácter residencial. La parte occidental del jirón, especialmente luego de la Avenida Tacna constituye parte de una de las zonas de criminalidad de la ciudad. Finalmente, las últimas cuadras colindan con la Plaza Dos de Mayo, donde se inicia una zona comercial, preferentemente vinculada a comercios de Instrumentos Musicales.

## Galería

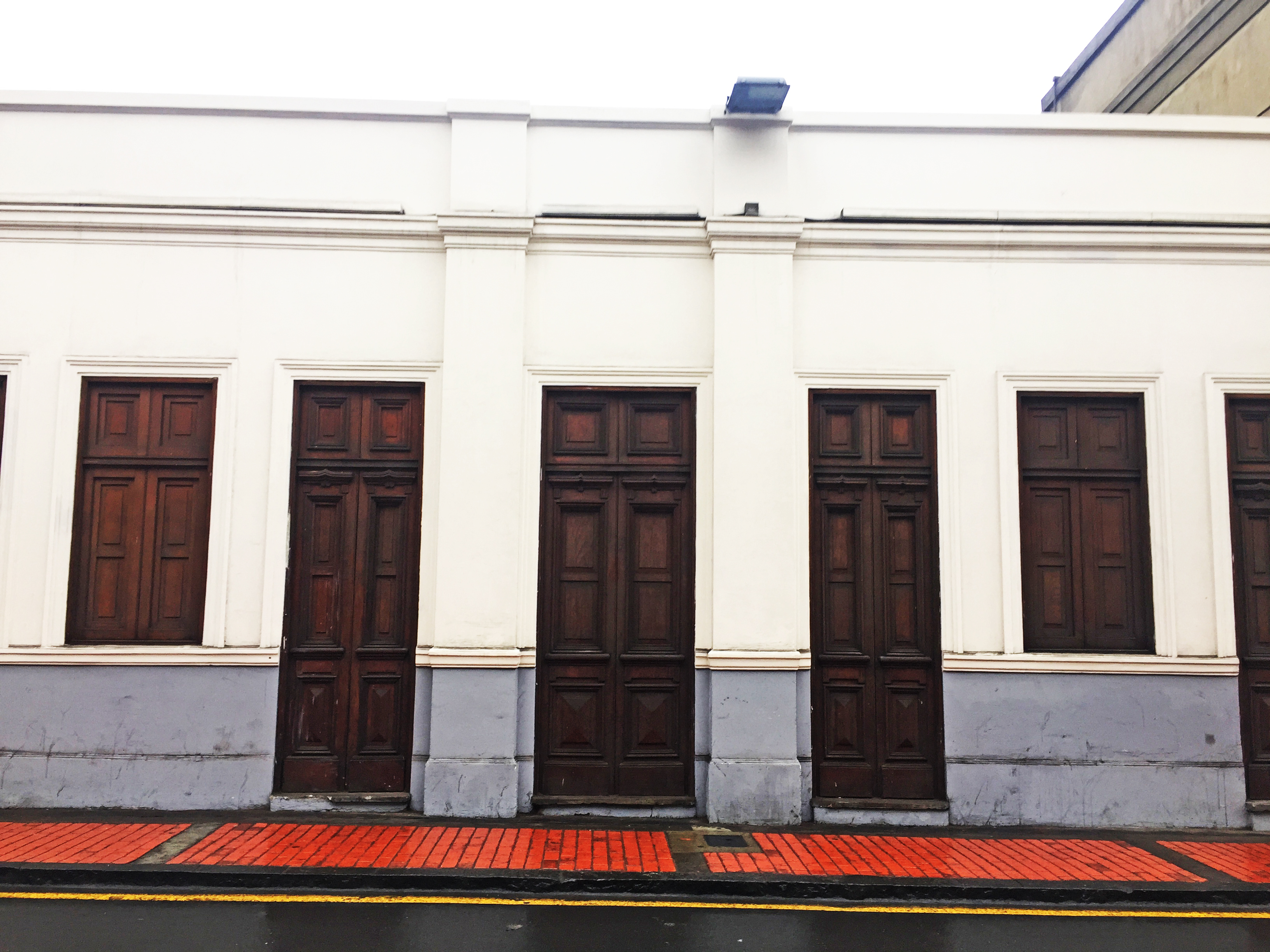
Cdra 4 de Jr. Moquegua
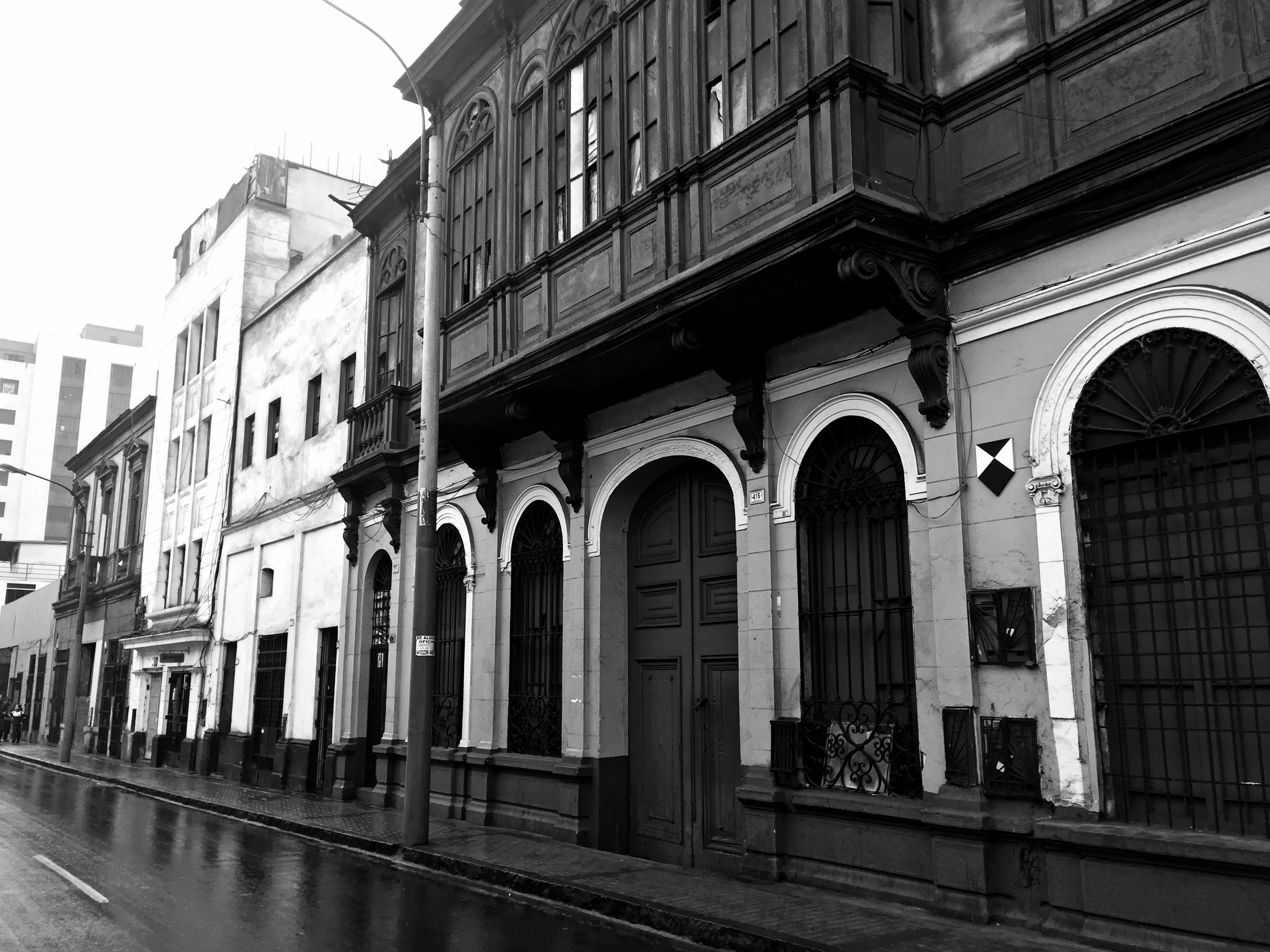
Cdra 4 de Jr. Moquegua
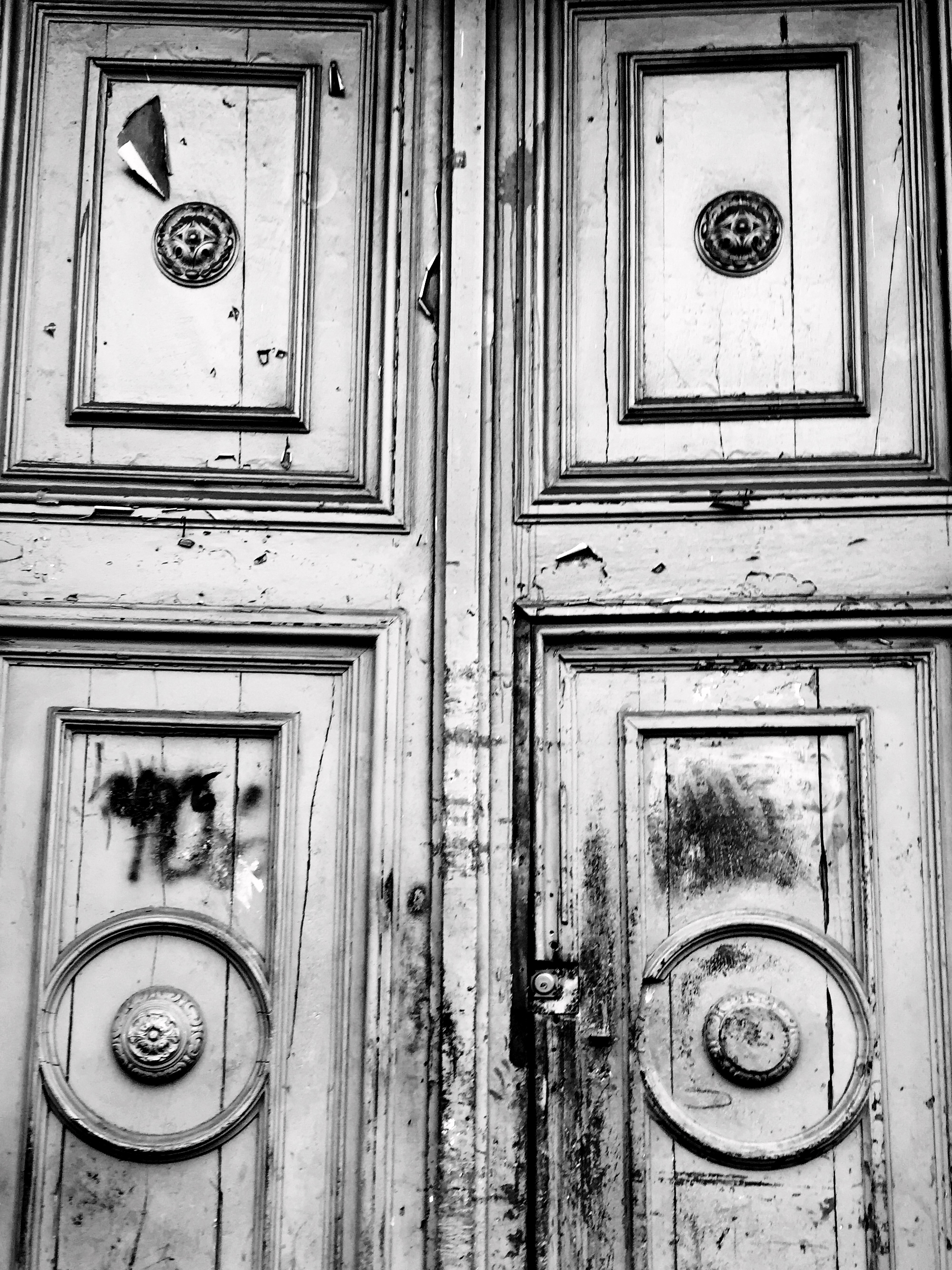
Porton en Jr. Moquegua
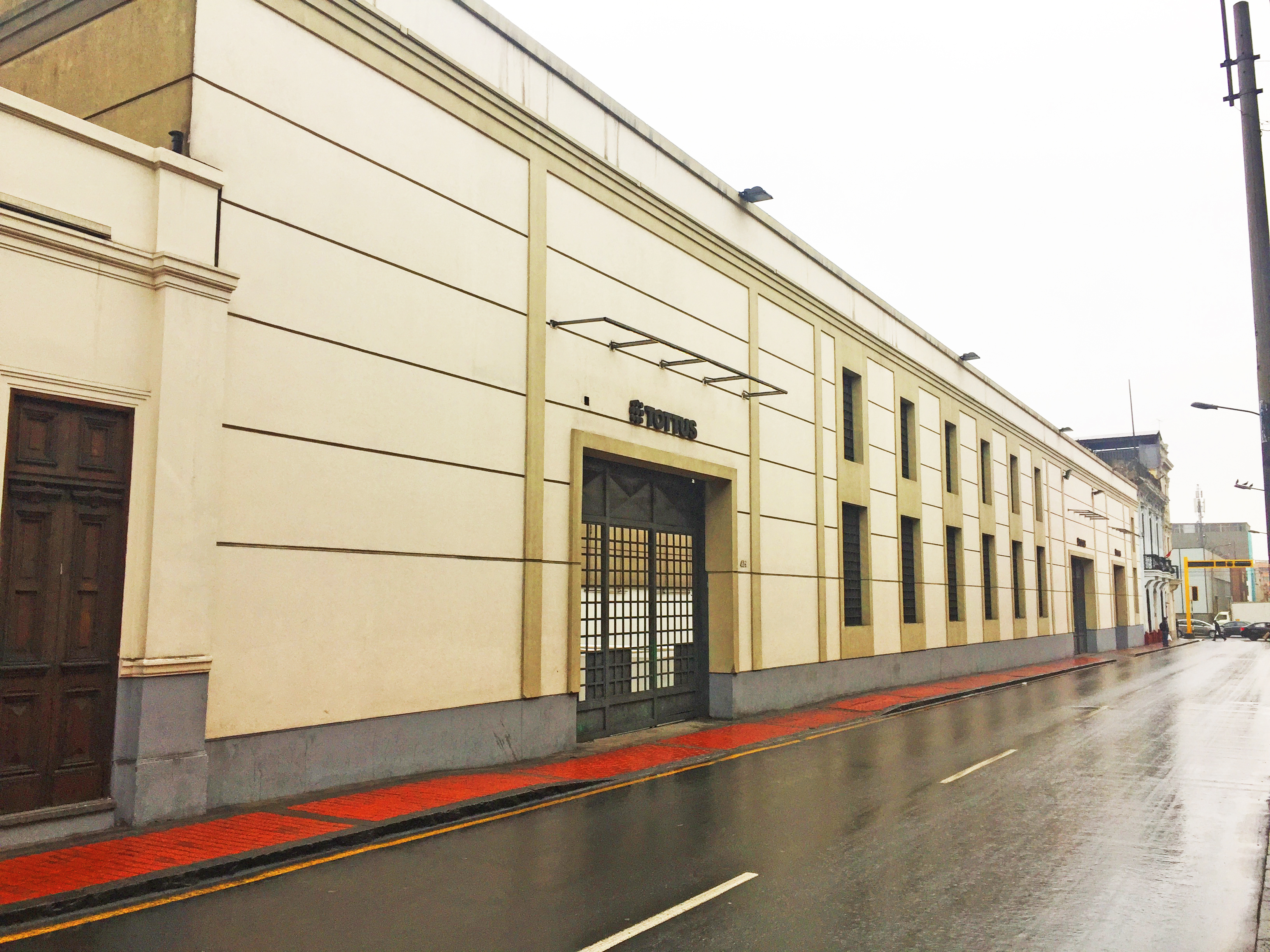
Supermercado Totus
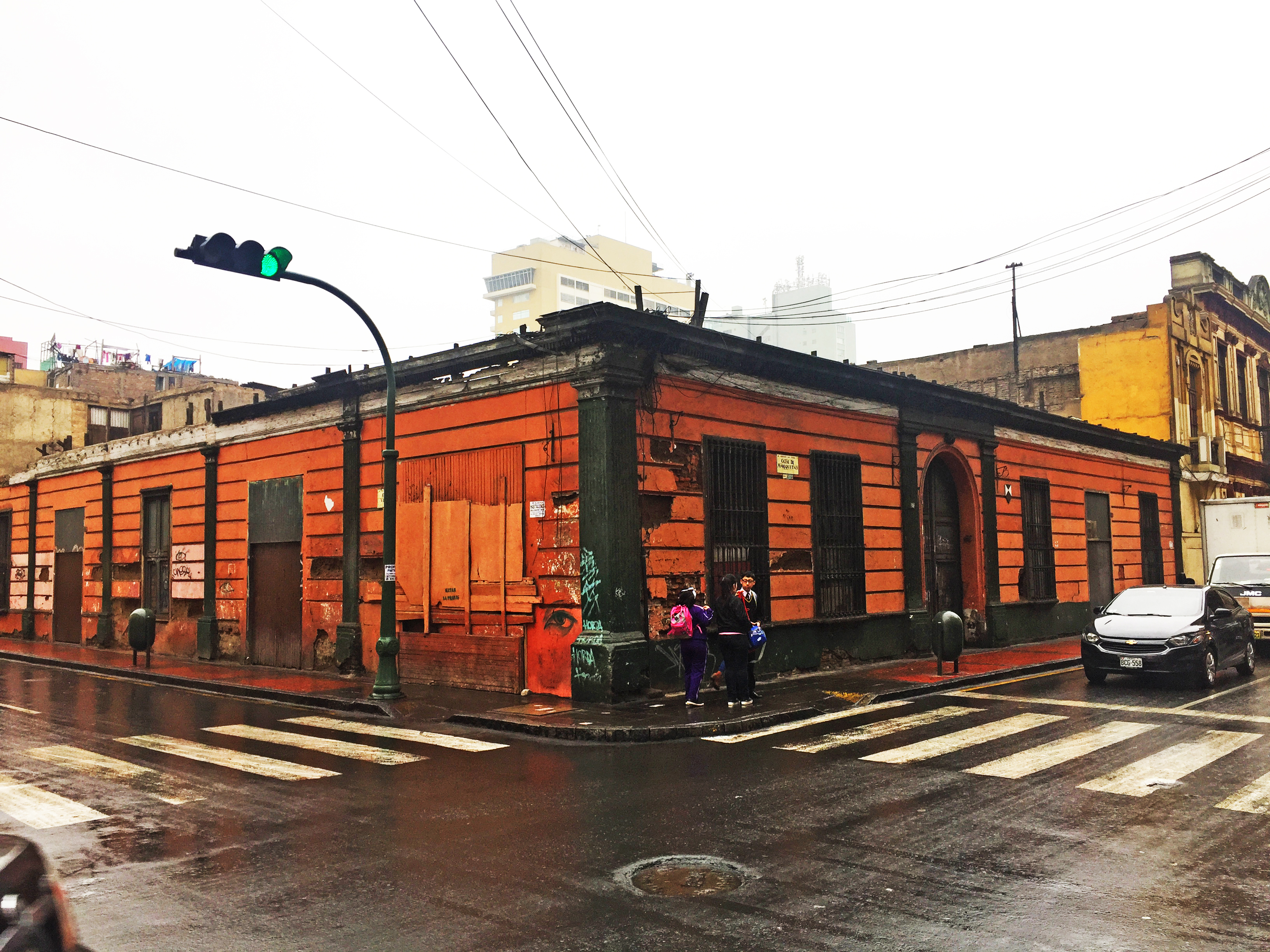
Esq. Jr. Moquegua y Jr. Cailloma